# Tellina recurvata
Tellina recurvata är en musselart som beskrevs av Leo George Hertlein och Strong 1949. Tellina recurvata ingår i släktet Tellina och familjen Tellinidae. Inga underarter finns listade i Catalogue of Life.